# Sinem Sakaoglu
Sinem Sakaoglu (türk.: Sinem Sakaoğlu; * in Ankara) ist eine türkisch-amerikanisch-deutsche Puppentrickfilm-Regisseurin.

## Leben
Nach dem Besuch einer amerikanischen Schule in der Türkei, studierte sie Linguistik und zog nach einiger journalistischer Tätigkeit und Arbeiten im Bereich des Business Consulting nach Los Angeles. 2000 begann sie dort mit der Herstellung eines eigenen Stop-Motion-Trickfilms ("Eva"). Sie begann 2004 ein Studium an der Hamburg Animation School. Nach ihrer Mitarbeit an dem Zeichentrickfilm Die drei Räuber (2007) von Hayo Freitag nach dem Kinderbuch von Tomi Ungerer und bei "Jasper und das Limonadenkomplott"  gelangte mit Das Sandmännchen – Abenteuer im Traumland ihr erster eigener Film in die Kinos. Sakaoglu arbeitet 2010 am Konzept zu einer TV-Serie mit dem Titel „Klara ’n' Rumms“.

## Auszeichnungen
Ihr Abschlussfilm an der HAS "Bo", bei der sie die Story, das Storyboard und das Character Design ausarbeitete, wurde mit dem  Hamburg Animation Award ausgezeichnet. 

## Film
- Das Sandmännchen – Abenteuer im Traumland, Regisseure: Sinem Sakaoglu, Jesper Moller, Dauer: 83 Minuten.[3] Er lief 2010 beim Filmfest München[4].